# Малышево (Коломенский район)
Малышево — деревня в Коломенском районе Московской области, входит в сельское поселение Радужное.

## География
Расположена в северной части района в 7 км южнее Воскресенска, в 12 км к северу от Коломны. 

## Население
| 2002 | 2006 | 2010 | 2014 |
| ---- | ---- | ---- | ---- |
| 9    | ↘8   | ↘6   | ↘3   |

## Транспорт
В 5 км к северо-востоку от деревни платформа Цемгигант на железнодорожной ветке Москва-Коломна. 
В 4 км к юго-западу от деревни проходит автодорога М5 «Урал».